# 全日本音楽著作家協会
全日本音楽著作家協会（ぜんにほんおんがくちょさくさっかきょうかい、All Japan Authors and Composers Association）は、作詞家・作曲家・訳詞家・編曲家の創作活動をサポートする団体。略称「AJACA」。日本音楽作家団体協議会、社団法人著作権情報センターの会員団体。現会長は永井ひろし。

## 沿革
- 1947年、初代会長を堀内敬三として、日本音楽著作家組合結成。
- 1986年4月、日本音楽作家団体協議会設立に参加[1]。
- 1997年、創立50年を機に全日本音楽著作家協会に改称。

## 関連事項
事務局便り、及び会報：定時刊行
＜歴代会長＞
- 初代：堀内敬三
- 二代：藤田まさと
- 三代：吉川静夫
- 四代：遠藤実
- 五代：江口浩司
- 六代：桜田誠一
- 七代：袴田宗孝（代行）
- 八代：三浦康照
- 九代：永井ひろし